# Tegu FC
A Tegu (Daegu) Football Club (hangul: 대구 시민 프로축구단; Tegu simin puro cshukkudan (Daegu simin peuro chukkudan)), gyakran egyszerűen csak Tegu (Daegu) FC (hangul: 대구 FC),  dél-koreai labdarúgócsapat Tegu (Daegu)ban. A klubot 2002 végén alapították, 2003-ban mutatkozott be az élvonalbanban. A Tegu (Daegu)nak mindig alacsonyak voltak a céljai a K-League Classicban. Legjobb eredményük a 14 csapatos bajnokságban egy 7. hely 2006-ból, továbbá a dél-koreai labdarúgókupa negyeddöntőjéig is eljutottak. Két évvel később eljutottak a koreai FA-kupa elődöntőjéig, de ott vereséget szenvedtek a Phohang (Pohang) Steelerstől. A 2013-as szezon végén a Tegu (Daegu) kiesett a másodosztályba.